# Francesc Ribera i Toneu
Francesc Ribera i Toneu (Berga, 26 de juny de 1967), també conegut amb el sobrenom de «Titot», és un músic escriptor i polític català, cantant de Brams, així com militant de la Candidatura d'Unitat Popular (CUP) de Berga i regidor del seu ajuntament des del 2011 fins al 2019. També ha estat cantant de Mesclat, Dijous Paella i d'Aramateix. Hom el relaciona amb un artista anònim autoanomenat Josep Maria Cantimplora.

## Trajectòria
L'any 1990, va crear el grup Brams amb el qual ha tret tretze discs i ha realitzat més de vuit-cents concerts. Simultàniament ha anat implicant-se en multiples projectes musicals més o menys efímers.
En la seva faceta d'escriptor, és autor de les novel·les El silenci que heu de témer (Edicions Serraclara, 2023), L'assassinat de Guillem de Berguedà (Ara Llibres, 2015) i Història de Catalunya al revés, juntament amb Jordi Creus (Ara llibres, 2012), així com de l'assaig Entestat en la independència (Ara Llibres, 2008). En les seves lletres i en les seves declaracions ha estat sempre crític amb la qualitat de la democràcia a l'Estat espanyol i s'ha mostrat partidari de les idees d'esquerres i de la independència dels Països Catalans.
L'any 2003 va treure el disc Guillem de Berguedà, en el qual hi ha la versió traduïda i musicada de l'obra del trobador homònim. En aquest disc hi col·laboren artistes d'arreu dels Països Catalans, com Xavi Sarrià, Feliu Ventura, Josep Thió, Roger Mas, Jaume Arnella, Manel Camp, Biel Majoral, Joan Reig, Vicent Torrent, Joan Masdeu, Joan Isaac, Gerard Jacquet o Miquel Gil, entre d'altres.
A finals del 2008, amb Albert Vila i Marc Serrats, va formar el grup Poetristes i van publicar el llibre/disc Onze nadals i un cap d'any, musicat tots els poemes del llibre homònim de Josep Vicens Foix.
El desembre de 2009, al Teatre Principal de Palma va presentar l'obra Protocol Estendard, escrita i dirigida especialment per a l'acte de la Diada de Mallorca d'aquell any organitzat per Obra Cultural Balear. Així mateix, aprofità l'estada a Palma per a presentar amb la resta del grup el que seria la Gira 2010 de Brams en que, després de cinc anys aturats, tornaren als escenaris per a celebrar els 20 anys de la creació del grup berguedà.
Com a glosador ha estat coronat Rei de nyacres en dues ocasions (2006 i 2009) a la Trobada de cantadors d'Espolla.
L'any 2013 va ser ideòleg, promotor i creador, a l'empara de l'Associació Voltor, de l'emissora de ràdio Ona Mediterrània de Mallorca, projecte del qual es va desvincular un cop enllestits els preparatius per a la posada en marxa.
A les eleccions municipals celebrades el 22 de maig de 2011 fou escollit regidor al consistori de Berga. Francesc Ribera ocupà el tercer lloc de la llista de la CUP, formació que aconseguí tres representants en aquells comicis, restant a l'oposició. El maig de 2015 la CUP va guanyar les eleccions municipals a Berga i des d'aleshores Francesc Ribera va formar part de l'equip de govern de l'Ajuntament, del qual en va ser Tinent d'Alcalde i regidor d'Hisenda, Governació i Promoció Econòmica, aconseguint en quatre anys una reducció del deute municipal del 40% (de 20 milions a 12) sense augmentar cap impost.

## Obra

### Discografia

#### Brams
- 1992 – Amb el Rock a la faixa
- 1993 – Ni un pas enrere
- 1994 – La diplomàcia de la rebel·lia
- 1995 – Cal seguir lluitant
- 1996 – Brams al Liceu
- 1998 – Nena de Nicaragua
- 1999 – Tot és possible
- 2001 – Aldea Global Thematic Park
- 2003 – Energia
- 2005 – Sempremés
- 2011 – Oferta de diàleg
- 2014 – Anem tancant les portes a la por
- 2017 – Demà

#### AmbDavid Rosell
- 2000 – Viatge efímer a la vall dels mots
- 2010 – L'esca del pecat
- 2023 – Senti el llamp que vaig dins seu

#### Mesclat
- 2002 – Mesclat
- 2004 – Manilla
- 2007 – Cròniques colonials
- 2012 – 2012

#### Dijous Paella
- 2005 – Dijous Paella

#### Aramateix
- 2006 – Aramateix
- 2008 – 300anys

#### Josep Maria Cantimplora
- 2000 – Josep Maria Cantimplora i l'Orquestra Cloratita
- 2004 – Hotel Acapulco. Live in Lloret

#### Guillem de Berguedà
- 2003 – Guillem de Berguedà, obra completa musicada

#### Poetristes
- 2008 – Onze nadals i un cap d'any

#### Col·laboracions
- La Bundu Band – Tot té un preu
- Discípulos de Otilia – Pantone 428 Gris Cornellà
- Musnok – La revolta del benestar
- Skalariak – La calle ska
- Antídot – Que corri la cervesa
- La Terrasseta de Preixens – El govern més animal

### Obra escrita
- Entestat en la independència.  Ara Llibres, 2008. ISBN 9788492406234.
- Història de Catalunya al revés.  La Magrana, 2012. ISBN 9788482643946.
- L'assassinat de Guillem de Berguedà.  Ara Llibres, 2015. ISBN 9788415645634.
- El silenci que heu de témer.  Edicions Serraclara, 2023. ISBN 978-84-09-55087-6.